# Тeйс ван Лер
Тийс ван Леер (на нидерландски: Thijs van Leer; роден на 31 март 1948 г. в Амстердам) е холандски музикант и певец. Основните му инструменти са флейта и клавиатура. Заедно с холандеца Ян Акерман основава рок групата „Фокус“.
Започва уроци по пиано на тригодишна възраст. На единадесет години той получава флейта от баща си и започва да се учи да свири на нея. През 1969 г. завършва обучение в консерваторията и основава трио с Мартин Дрезден на бас и Ханс Клеувър на барабани. Ян Акерман се присъединиява към групата към края на годината. Оттогава тя се нарича „Фокус“. През 1972 г. ван Леер издава солов албум. От това време са издадени различни албуми и Тийс ван Леер е редовен гост на фестивали, включително джаз фестивала в Монтрьо. През 1975 г. се жени за Розели Питърс.
През 2002 г. Ван Леер отново събира група, включваща стария си другар по оръжие, барабаниста Пиер ван дер Линден, и отново тръгва на турне като Focus.
Тийс ван Леер свири редовно в Thomas Blug Band от 2005 г. и ходи на турне с тях. Създадено е DVD на живо Guitar From The Heart. Свири на своята флейта и в концертите на Magician's Birthday Party по врема на турнетата на „Юрая Хийп“.

## Непълна дискография

### С Focus
- 1971 – In and Out of Focus
- 1971 – Moving Waves
- 1972 – Focus III
- 1974 – Hamburger Concerto
- 1975 – Mother Focus
- 1977 – Ship of Memories
- 1978 – Focus con Proby
- 2003 – Focus 8
- 2006 – Focus 9 New Skin
- 2012 – Focus X
- 2014 – Golden Oldies

### Колаборации
- 1998 – Ayreon - Into the Electric Castle

### С Uriah Heep
- 2001 – Magician's Birthday Party[1]